# Teodosius Pečerský
Svatý Teodosius Pečerský († 3. květen 1074) byl křesťanský světec, zakladatel společného mnišského života na Rusi.

## Život
Narodil se nedaleko Kyjeva. Už jako chlapce ho přitahovalo mnišství a vedl přísný život. Později tajně odešel z domu a šel za starcem Antonínem. Po několika letech ho matka našla a chtěla odvést domů, ale on ji přesvědčil, aby sama vstoupila do monastýru. V roce 1054 byl Teodosius Pečerský vysvěcen za kněze. Zanedlouho byl zvolen představeným mnichů. V roce 1062 zavedli v monastýru studitský typikon. Namísto dosavadního způsobu se zavedl společný život.
Přepodobný Theodosius vedl přísný asketický život. Během Velkého půstu se zavíral ve zvláštní jeskyni, kde pak prožil celou postní dobu. Teodosius Pečerský se nebál postavit ani proti představitelům světské moci.
Po smrti přenesli 14. srpna 1092 jeho neporušené tělo do nového monastýrskeho chrámu. Tam se nachází dosud.